# Batalla de Kusonje
La batalla de Kusonje fue un enfrentamiento de dos días que se libró en el pueblo de Kusonje, cerca de la ciudad de Pakrac, el 8 y 9 de septiembre de 1991, durante la Guerra de Independencia croata. La batalla se inició cuando un pelotón de la Guardia Nacional Croata (en croata: Zbor narodne garde - ZNG) fue emboscado por las fuerzas serbias croatas mientras realizaban una patrulla de reconocimiento. La ZNG desplegó refuerzos para poder sacar de su situación al pelotón emboscado, pero no consiguió su objetivo. Los miembros sobrevivientes del pelotón resistieron hasta que se quedaron sin municiones y se rindieron sólo para ser asesinados por sus captores y enterrados en una fosa común.
El destino del pelotón de reconocimiento no fue conocido por las autoridades croatas durante meses, lo que añadió combustible a una atmósfera ya volátil en la ciudad de Bjelovar, donde se encontraba originalmente la unidad emboscada. Esta tensión estalló una semana después con el bloqueo y la captura del cuartel del Ejército Popular Yugoslavo (serbio: Jugoslovenska Narodna Armija - JNA) en Bjelovar.
Durante un servicio de conmemoración celebrado dos años después, una mina terrestre explotó matando a tres personas e hiriendo a otras. Las autoridades croatas declararon que el incidente había sido un ataque terrorista y contribuyó a la decisión del Gobierno de Croacia de iniciar la Operación militar Medak al día siguiente..

## Antecedentes
En 1990, las tensiones étnicas entre serbios y croatas empeoraron tras la derrota electoral del gobierno de la República Socialista de Croacia por la Unión Democrática Croata (croata: Hrvatska demokratska zajednica - HDZ). El Ejército Popular Yugoslavo (serbio: Jugoslovenska Narodna Armija - JNA) confiscó las armas de la Defensa Territorial de Croacia (croata: Teritorijalna obrana - TO) para minimizar la resistencia. El 17 de agosto, las tensiones se intensificaron hasta convertirse en una revuelta abierta de los serbios de Croacia, centrada en las zonas predominantemente serbias del interior de Dalmacia en torno a Knin (aproximadamente 60 kilómetros al noreste de Split), partes de Lika, Kordun, Banovina y el este de Croacia. En enero de 1991, Serbia, apoyada por Montenegro y las provincias serbias de Vojvodina y Kosovo, trató sin éxito de obtener la aprobación de la Presidencia yugoslava para una operación del AEJ para desarmar a las fuerzas de seguridad croatas. La solicitud fue denegada y una escaramuza incruenta entre los insurgentes serbios y la policía especial croata en marzo hizo que el propio JNA pidiera a la Presidencia Federal que le diera autoridad en tiempo de guerra y declarara el estado de emergencia. A pesar de que la solicitud fue respaldada por Serbia y sus aliados, la solicitud del JNA fue rechazada el 15 de marzo. El presidente serbio Slobodan Milošević, prefiriendo una campaña para expandir Serbia en lugar de preservar Yugoslavia con Croacia como unidad federal, amenazó públicamente con reemplazar al JNA con un ejército serbio y declaró que ya no reconocía la autoridad de la Presidencia federal. La amenaza hizo que el JNA abandonara los planes de preservar Yugoslavia en favor de la expansión de Serbia, ya que la JNA pasó a estar bajo el control de Milošević. A finales de marzo, el conflicto se había intensificado con las primeras muertes. A principios de abril, los líderes de la revuelta serbia en Croacia declararon su intención de amalgamar las áreas bajo su control con Serbia. El Gobierno de Croacia las consideró regiones secesionistas.
A principios de 1991, Croacia no tenía un ejército regular. Para reforzar su defensa, Croacia duplicó su número de policías a unos 20.000. La parte más efectiva de la fuerza policial croata era una policía especial de 3.000 efectivos que incluía doce batallones organizados en líneas militares. También había 9.000-10.000 policías de reserva organizados regionalmente en 16 batallones y 10 compañías, pero carecían de armas. En respuesta al deterioro de la situación, el gobierno croata estableció la Guardia Nacional Croata (en croata: Zbor narodne garde - ZNG) en mayo, expandiendo los batallones de la policía especial en cuatro brigadas de guardias totalmente profesionales. Bajo el control del Ministerio de Defensa y comandadas por el general retirado de la JNA Martin Špegelj, las cuatro brigadas de guardias comprendían aproximadamente 8.000 efectivos. La policía de reserva, que también se amplió a 40.000, fue adscrita al ZNG y se reorganizó en 19 brigadas y 14 batallones independientes. Las brigadas de guardias eran las únicas unidades del ZNG que estaban completamente equipadas con armas ligeras; en todo el ZNG había falta de armas más pesadas y una estructura de mando y control deficiente por encima del nivel de la brigada. La escasez de armas pesadas era tan grave que el ZNG recurrió a utilizar armas de la Segunda Guerra Mundial tomadas de museos y estudios de cine. En ese momento, el arsenal de armas croatas consistía en 30.000 armas ligeras compradas en el extranjero y 15.000 que anteriormente pertenecían a la policía. Para reemplazar el personal perdido por las brigadas de guardias, se estableció una nueva policía especial de 10.000 efectivos.

## Preludio
Tras la primera escaramuza en Pakrac en marzo, una zona de población predominantemente serbia al este de la ciudad, a caballo de la carretera Pakrac-Bučje-Požega, quedó en general fuera del control de las autoridades croatas. A principios de julio, la insurrección se extendió a toda la zona entre las ciudades de Pakrac y Požega y al norte a las laderas septentrionales de Papuk y los montes Bilo. Este acontecimiento amenazó con interceptar el uso croata de la carretera Varaždin-Osijek, ya que estaba al alcance de la artillería serbio-croata situada cerca de Slatina. Después de que los rebeldes serbios declararan la Región Autónoma Serbia de Eslavonia Occidental (SAO de Eslavonia Occidental) y ampliaran el territorio bajo su control para incluir la ciudad de Okučani, se cortó la ruta de transporte más importante entre Zagreb y Eslavonia, la autopista Zagreb-Belgrado entre Novska y Nova Gradiška. La  SAO de Eslavonia Occidental no comprendía ningún asentamiento importante. Para hacer frente a esta deficiencia, las fuerzas serbio-croatas lanzaron una ofensiva a principios del 19 de agosto. Los objetivos de la ofensiva eran capturar las ciudades de Grubišno Polje, Daruvar, Pakrac y Lipik, y consolidar el territorio de la SAO de Eslavonia Occidental. La ofensiva fracasó tras la llegada de los refuerzos croatas de Zagreb y Bjelovar, pero la línea de control permaneció muy cerca de las cuatro ciudades..

## Cronología
El 2 de septiembre, la ZNG desplegó la compañía A, el primer batallón, la 105.ª brigada de infantería a Pakrac para reforzar las defensas de la policía en la zona. La violencia en Eslavonia occidental estalló una vez más los días 3 y 4 de septiembre, cuando las fuerzas serbo-croatas atacaron las localidades de Četekovac, Čojlug y Balinci al sur de Slatina, matando a dos policías y 21 civiles..
El 8 de septiembre, al pelotón de reconocimiento de la compañía A se le encomendó la tarea de utilizar un camión armado y explorar la zona alrededor de la aldea de Kusonje. El pelotón no encontró resistencia antes de llegar a la localidad, donde fue emboscado por tropas serbo-croatas. El camión del pelotón fue inutilizado y las tropas del ZNG lo abandonaron y se refugiaron en una casa cercana..
Cuando se enteró de la emboscada, el ZNG desplegó una fuerza para evacuar al pelotón de reconocimiento. La fuerza de socorro consistía en el resto de la Compañía A, apoyada por la unidad especial de policía "Omega", la policía de reserva y los refuerzos de la ZNG de Virovitica. Los refuerzos no pudieron llegar al pelotón de reconocimiento, que se estaba quedando sin municiones. El punto muerto continuó hasta la mañana del 9 de septiembre, cuando las fuerzas serbo-croatas utilizaron explosivos para demoler una parte de la casa en la que el pelotón de reconocimiento había buscado refugio. Once miembros del pelotón de reconocimiento habían muerto durante los combates y los siete restantes se habían quedado sin municiones. Se rindieron a las fuerzas serbio-croatas que habían rodeado la casa, y luego fueron asesinados por sus captores.

## Consecuencias
Como la fuerza que fue enviada para reforzar y evacuar el pelotón de reconocimiento tuvo más bajas, el total de pérdidas croatas en los combates y sus consecuencias inmediatas ascendió a 20 muertos. El destino del pelotón de reconocimiento no fue conocido inmediatamente por las autoridades croatas o los familiares de las tropas durante meses, lo que añadió combustible a una atmósfera ya volátil en la ciudad de Bjelovar, donde la 105.ª Brigada tenía su base original. Esta tensión estalló una semana después, con el bloqueo y la captura del cuartel de la JNA en Bjelovar. La JNA negó tener conocimiento del destino de los soldados croatas. Los detalles de sus muertes se conocieron en diciembre de 1991. Las fuerzas croatas volvieron a capturar Kusonje el 30 de diciembre en la Operación Papuk-91, y sus cuerpos fueron exhumados en enero de 1992. Junto con los soldados, también se exhumaron los cadáveres de 23 civiles de una fosa común en la aldea de Rakov Potok. Los cuerpos de  los soldados fueron trasladados a Bjelovar el 5 de febrero de 1992. Según los informes de inteligencia de la Agencia Nacional Judía, durante el período comprendido entre la exhumación y el traslado, 32 casas de propiedad serbia en Bjelovar fueron demolidas en revancha por las matanzas.
La zona se desmilitarizó tras la llegada de la Fuerza de Protección de las Naciones Unidas (UNPROFOR) para aplicar el plan Vance y el alto el fuego para estabilizar las zonas afectadas por los combates hasta que se alcanzase un acuerdo político. La zona adyacente a la carretera Pakrac-Poznanga, especialmente alrededor de Kusonje, seguía siendo insegura. Se produjeron numerosos ataques a lo largo de la carretera, con el resultado de muertos y heridos. Entre ellos cabe mencionar el ataque contra una patrulla de la policía croata el 5 de agosto de 1993, en el que murieron cuatro policías y otros cuatro resultaron heridos. En septiembre de 1993, las autoridades croatas colocaron una placa conmemorativa en el lugar de la emboscada de 1991 y planificaron una ceremonia de colocación de una corona para conmemorar el segundo aniversario del acontecimiento. A las 10:20 del 8 de septiembre, mientras se celebraba la ceremonia, una mina terrestre explotó en el lugar matando a tres personas e hiriendo a once. Entre los heridos se encontraba un miembro argentino de la UNPROFOR. Los muertos eran miembros de la 105.ª Brigada ZNG. El incidente, descrito por las autoridades croatas como un acto de terrorismo, se produjo tras una serie de bombardeos de artillería y sabotajes que hicieron que el gobierno croata perdiera la paciencia con la situación. Esto contribuyó al lanzamiento de la Operación militar Medak al día siguiente..
Las autoridades croatas procesaron a cuatro personas en relación con el asesinato de los prisioneros de guerra en 1991, y las declararon culpables y las condenaron a 15 o 20 años de prisión. Otra persona fue juzgada y condenada en relación con el bombardeo de 1993, y sentenciada a 20 años de prisión. En 1998 se construyó la Capilla de la Natividad de María en Kusonje por iniciativa de los padres de los soldados que murieron en la localidad, y se colocó una placa conmemorativa con los nombres de los 23 muertos. Los acontecimientos de 1991 y 1993 se conmemoran anualmente en Kusonje, con la asistencia de representantes civiles y militares. En 2014 se estrenó un largometraje titulado Número 55, basado en los acontecimientos de 1991 en Kusonje. El título de la película se refiere al número de la casa donde se refugiaron las tropas del ZNG los días 8 y 9 de septiembre de 1991.